# The Kenny Everett Video Show
The Kenny Everett Video Show est une ancienne émission de télévision anglaise diffusée sur ITV entre 1978 et 1981.
L'émission fait régulièrement usage du single Supernature de Cerrone, ce qui lui vaut de rester trois semaines à la huitième place du UK Singles Chart,.